# Darvas Gábor
Darvas Gábor, eredeti nevén Steinberger Gábor (Szatmárnémeti, 1911. január 18. – Budapest, 1985. február 18.) zeneszerző, zenetörténész.

## Élete
Darvas Gábor 1911-ben született a kelet-magyarországi Szatmárnémetiben. Családjával 1918-ban Budapestre költözött, ott végezte gimnáziumi és főiskolai tanulmányait.
Kilencéves korától zongorázni tanult, 1926-tól 1932-ig a budapesti Zeneakadémia növendéke volt, előbb hangszeres majd zeneszerzői tanszakon (Kodály Zoltán tanítványaként). A harmincas években zenekari szerzeményeit hangversenyen és a Magyar Rádióban mutatták be.
1939-ben külföldre távozott; a második világháború idején Dél-Amerikában élt, egy ideig Erich Kleiber közvetlen munkatársa volt, később cikkeket írt zenei folyóiratok részére.
1948-ban tért vissza Magyarországra, ahol különböző kulturális intézményeknél működött zenei szakértőként, 1972-ig.
Szerzői tevékenységét 1951-ben újította fel; a komponáláson kívül az európai múlt zenei értékeinek feltárásával és közreadásával, feldolgozásával és hangszerelésével valamint szakkönyvek írásával foglalkozott. 1985-ben halt meg Budapesten.

## Diszkográfia
- 1982 Darvas Gábor (szerzői lemez): Prelúdium, Medália, Magánzárka, Bánat, Reminiszcenciák – Hungaroton SLPX 12365 – saját LP

## Főbb művei
- Improvisations symphoniques, 1963, Zongorára és zenekarra
- Varianti, 1964, Zenekarra
- Sectio aurea, 1964, Zenekarra
- Medália, 1965, Szopránhangra, ütő- és billentyűs hangszerekre
- A torony,1967, Szoprán és basszus szólóra, vegyeskarra és zenekarra
- Rotation, 1968, Kamaraegyüttesre
- Magánzárka, 1970, Ütőhangszerekre és hangszalagra
- Prelude, 1970, Hangszalagra
- Passiózene, 1974-1978, Énekhangokra és hangszalagra
- Bánat, 1978, Bariton hangra, hangszalagra és szimfonikus zenekarra
- Reminiszenciák, 1979, Hangszalagra
- Poèmes électroniques, 1982–83, Hangszalagra
- Fantasia, 1983, Zongorára és kamaraegyüttesre
- Szimfonikus etűdök / Etudes symphoniqes, 1984, Zenekarra

## Könyvei
- A szimfonikus zenekar (Zeneműkiadó Vállalat Budapest, 1958)
- A zenekari muzsika műhelytitkai (Zeneműkiadó Vállalat Budapest, 1960)
- Évezredek hangszerei (Zeneműkiadó Vállalat Budapest, 1961)
- Zenei ABC (Zeneműkiadó Vállalat Budapest, 1963)
- Bevezető a zene világába (1-5) (Zeneműkiadó Budapest, 1965)
- A zene anatómiája (Zeneműkiadó Budapest, 1974, 1975, 1985)
- Zenei minilexikon (Zeneműkiadó Budapest, 1974)
- A totem-zenétől a hegedűversenyig (Zeneműkiadó Budapest, 1977)
- Zenei zseblexikon (Zeneműkiadó Budapest, 1978, 1982, 1987)
- Zene Bachtól napjainkig (Zeneműkiadó Budapest, 1981)

## Díja
- Erkel Ferenc-díj (1955)